# Massè Gohoun

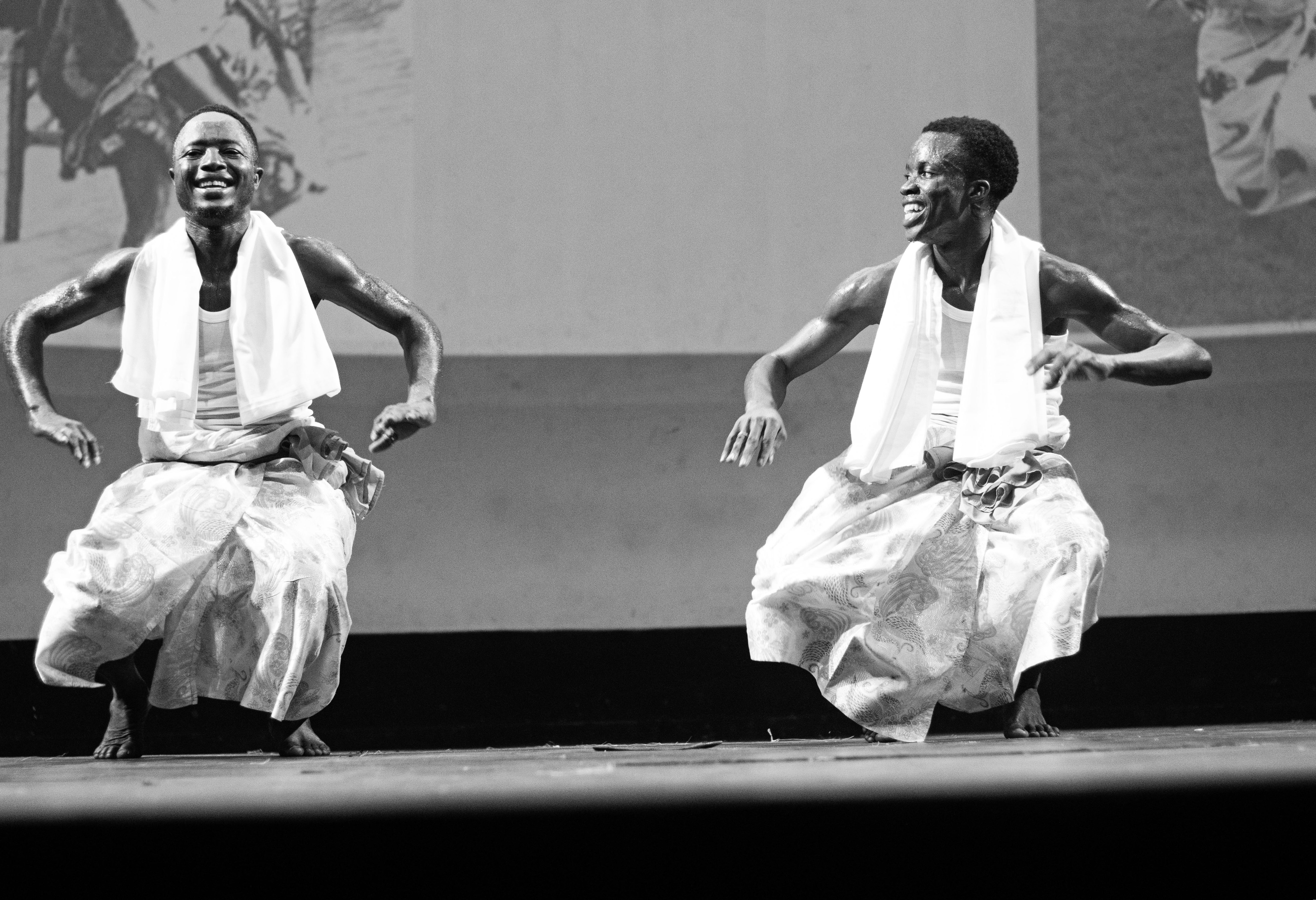
Danse traditionnelle

Massè Gohoun, est une danse traditionnelle qui trouve ses origines à Avrankou, une communauté située dans le département de l'Ouémé au Bénin.

## Historique
Le Massè Gohoun, un dérivé du Massé, a été développé par Adjahoui Yedenou. Originaire d'Avrakou, cette danse s'inspire des scènes de la vie quotidienne. Elle est reconnue pour son dynamisme particulier. Le Massè Gohoun est accompagné d'instruments tels que l'Azê (tam-tam bass), les alèklés (un mâle et une femelle), un kpéssi agomè, un gankéké (petit gong), une maraca et une caisse (gbah),,. La danse est cartographiée et répertoriée parmi les rythmes traditionnels du Bénin,.